# おおぐま座カイ星
おおぐま座χ星（おおぐまざカイせい、χ UMa / χ Ursae Majoris）は、おおぐま座の恒星で4等星。

## 名称
古代中国の天文学では、天球を天の北極を中心に3つの天区に分けた「三垣（さんえん）」の1つ「紫微垣（しびえん）」の中にある星官の「太陽守 (Taiyangshou)  」とされた。太陽守は、陽の気が失われないように守り保持すること、天帝の宮殿の門を守備することを意味する。2017年6月30日、国際天文学連合の恒星の固有名に関するワーキンググループは、Taiyangshou をおおぐま座χ星の固有名として正式に承認した。
Al KafzahやAlkafzahという名称で呼ばれることもあったが、これはアラビア語で「（ガゼルの）跳躍」を意味する言葉に由来しており、これは本来ι星とκ星のペア、λ星とμ星のペア、ν星とξ星のペアと共に、「ガゼルの足あと」という意味の qafazāt al-ẓibā というアラビアのアステリズムの名前が誤って付けられたものである。